# 大分県教育センター
大分県教育センター（おおいたけんきょういくセンター）は、大分県が設置する教育に関する研究及び教育関係職員の研修を行う機関である。

## 概要
大分県教育センターは大分県における教育に関する専門的、技術的事項の研究及び教育関係職員の研修並びに高等学校の生徒に対して情報処理教育に関する専門的、技術的事項の指導を行なうため、1970年前身の大分県立教育研究所を廃止して設置される。

## 所在地
- 大分県教育センター - 大分県大分市大字旦野原847番地の2

## 事業
事業内容は下記の通りである。
1. 教育の制度、内容及び方法についての調査研究に関すること。
2. 教育関係職員の研修に関すること
3. 高等学校の生徒に対する情報処理教育に関すること
4. 研究成果の普及に関すること
5. 教育相談に関すること
6. 教育に関する図書及び資料の収集及び活用に関すること
7. その他必要な事業

## 沿革
- 1948年（昭和23年）4月 大分市立科学教育研究所が大分県に移管され、大分県立科学教育研究所と改称。
- 1949年（昭和24年）4月 大分県教育研究所と改称
- 1956年（昭和31年）4月 大分県教育研究所を大分県立教育研究所と改称
- 1969年（昭和44年）12月 大分県教育センター設置条例制定
- 1970年（昭和45年）3月 大分県立教育研究所廃止
- 1970年（昭和45年）4月 大分県教育センター設置

## 組織
- 総務企画部
  - 総務担当
  - 企画・調査研究担当
- 教科研修・ICT推進部
  - 基本研修担当
  - 専門研修担当
- 特別支援教育部
- 教育相談部